# Мухика, Хуан Мартин
Хуа́н Марти́н Мухи́ка (исп. Juan Martín Mujica; 22 декабря 1943 (по другим данным, 1944), Касабланка, департамент Пайсанду, Уругвай — 11 февраля 2016, Монтевидео) — уругвайский футболист и тренер, защитник сборной Уругвая и клубов «Рампла Хуниорс», «Насьональ», «Лилль», «Ланс», «Дефенсор Спортинг» и «Ливерпуль» из Монтевидео. Тренер «Насьоналя». Чемпион Южной Америки 1967 года. 4-й призёр чемпионата мира 1970 года.

## Карьера

### Клубная
Профессиональную карьеру начал в 1961 году в клубе «Рампла Хуниорс», за который выступал до 1966 года, после чего перешёл в «Насьональ», в составе которого играл до 1972 года, став за это время вместе с командой трижды чемпионом Уругвая, дважды финалистом и один раз обладателем Кубка Либертадорес, обладателем Межконтинентального кубка и победителем Межамериканского кубка. В 1972 году переехал во Францию, где сначала до 1975 года выступал за «Лилль», а затем до 1978 года за «Ланс». В 1979 году вернулся на родину в клуб «Дефенсор Спортинг», а в 1980 году перешёл в «Ливерпуль» из Монтевидео, в котором в том же году и завершил карьеру игрока.

### В сборной
В составе главной национальной сборной Уругвая дебютировал 18 мая 1966 года, а последний матч сыграл 20 июня 1970 года, всего за сборную сыграл 22 матча и забил 2 мяча. В 1967 году в составе команды стал победителем чемпионата Южной Америки в последнем его розыгрыше в качестве чемпионата в 1967 году, где принял участие в 3-х матчах команды. В 1970 году в составе команды занял 4-е место на чемпионате мира розыгрыша 1970 года, на котором сыграл во всех 6-и матчах команды и забил 1 гол 2 июня на 50-й минуте группового матча против сборной Израиля.

### Тренерская
После завершения карьеры игрока работал тренером в «Насьонале», который привёл в 1980 году к победе сначала в чемпионате Уругвая, а затем в Кубке Либертадорес и в Межконтинентальном кубке.

## Достижения

### Командные
4-е место на чемпионате мира:
- 1970

Чемпион Южной Америки:
- 1967

Чемпион Уругвая: (3)
- 1969, 1970, 1971 (все с ФК «Насьональ»)

Обладатель Кубка Либертадорес:
- 1971 (ФК «Насьональ»)

Финалист Кубка Либертадорес: (2)
- 1967, 1969 (оба с ФК «Насьональ»)

Обладатель Межконтинентального кубка: (1)
- 1971 (ФК «Насьональ»)

Обладатель Межамериканского кубка:
- 1972 (ФК «Насьональ»)

### Тренерские
Чемпион Уругвая:
- 1980 (ФК «Насьональ»)

Обладатель Кубка Либертадорес:
- 1980 (ФК «Насьональ»)

Обладатель Межконтинентального кубка:
- 1980 (ФК «Насьональ»)

### Личные
- Лучший бомбардир Кубка Монтевидео: 1969 (3 гола)